# Cơ quan Tình báo Kinh tế
Cơ quan Tình báo Kinh tế (tiếng Anh: Economist Intelligence Unit), (viết tắt: EIU) là một doanh nghiệp độc lập thuộc Tập đoàn Economist cung cấp những dịch vụ dự đoán và cố vấn qua nghiên cứu và phân tích, chẳng hạn như tường trình quốc gia hàng tháng, tiên đoán kinh tế 5 năm, tường trình dịch vụ rủi ro quốc gia và tường trình kỹ nghệ.
EIU cung cấp các phân tích về quốc gia, kỹ nghệ và quản trị khắp thế giới, đã sáp nhập với Business International Corporation, một doanh nghiệp Anh mà tập đoàn đã mua vào năm 1986.
Economist Intelligence Unit cũng cung cấp đều đặn tường trình về những thành phố lớn đáng sống cũng như giá cả sinh hoạt ở những nơi đó mà giới truyền thông quốc tế hay trích đăng.
Giám đốc điều hành hiện thời là Robin Bew, trước đó là trưởng ban biên tập và giám đốc tờ Economist.